# Thỏ Phục Sinh

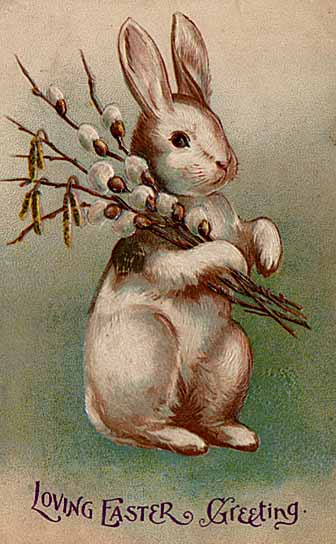
Một tấm thiệp năm 1907

Thỏ Phục Sinh là con thỏ đem lại trứng phục sinh. Bắt đầu từ những tín hữu của giáo hội Luther ở Đức, thỏ Phục Sinh ban đầu đóng vai trò một người phân xử, đánh giá xem liệu những đứa trẻ đã cư xử ngoan ngoãn hay là không vâng lời vào lúc bắt đầu mùa Phục Sinh. Thỉnh thoảng, thỏ Phục Sinh được mô tả là có mặc quần áo. Theo truyền thuyết, nhân vật này mang những quả trứng có màu trong giỏ của mình, kẹo và đôi khi cả đồ chơi đến nhà của trẻ nhỏ. Cũng tương tự như ông già Noel, cả hai đều mang quà đến cho trẻ em vào buổi tối trước ngày lễ tương ứng của họ (thỏ Phục Sinh vào Lễ Phục Sinh còn ông già Noel vào Lễ Giáng Sinh).

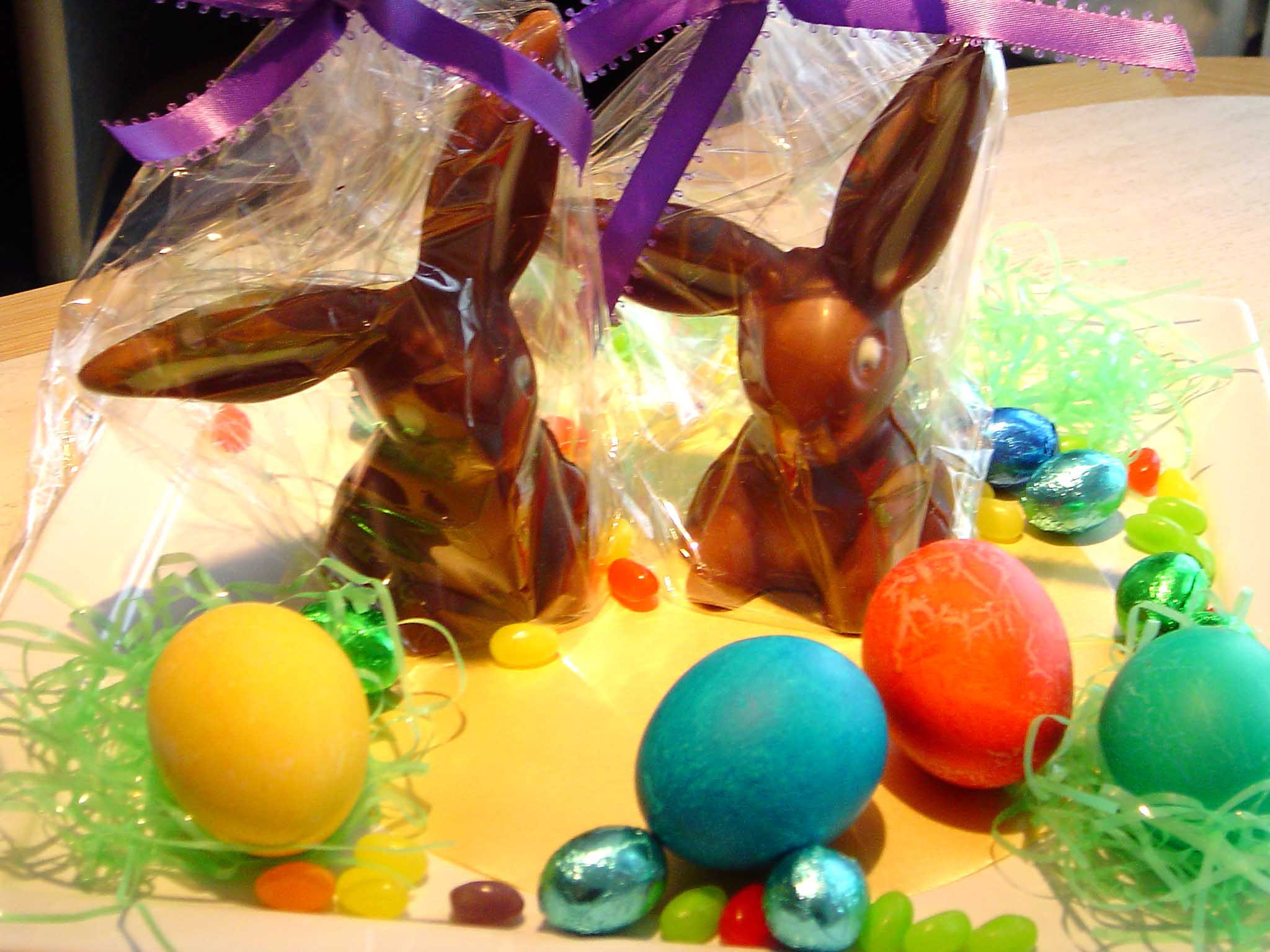
Thỏ Phục Sinh bằng sô-cô-la và trứng Phục Sinh tô màu

Phong tục này của những người Luther ở Đức lần đầu được nhắc đến trong tác phẩm của Georg Franck von Franckenau De ovis paschalibus (Nói về Trứng Phục Sinh) năm 1682.
Tại Úc có khuynh hướng dùng chuột phục sinh để thay thế biều tượng thỏ phục sinh.